# Horno de microondas

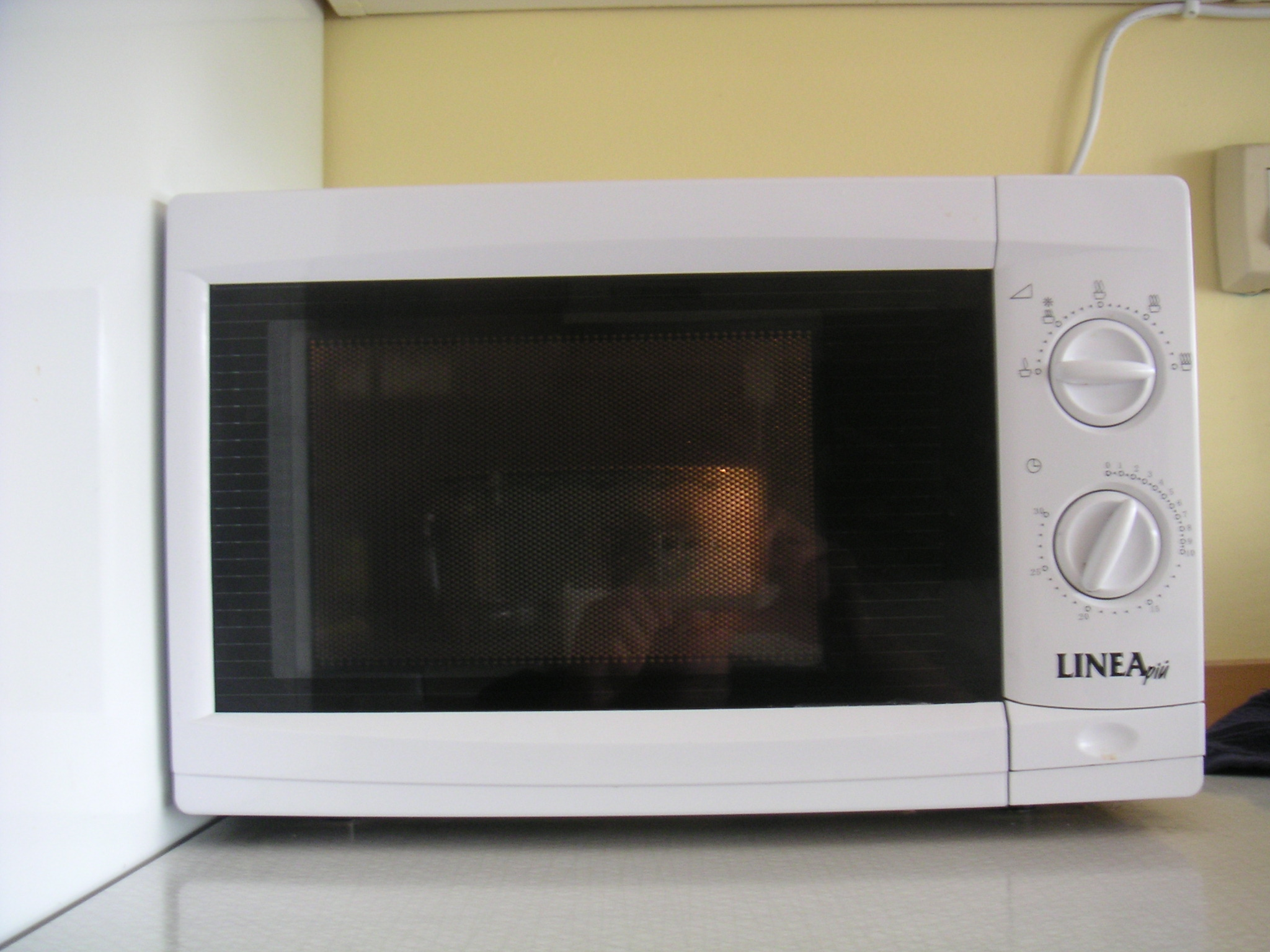
Un horno microondas de 2006.

El horno de microondas (o simplemente "microondas") es un electrodoméstico ampliamente usado para cocinar o calentar alimentos. Funciona generando ondas electromagnéticas de una frecuencia en torno a los 2450 MHz (2.45x109 Hz).

## Historia

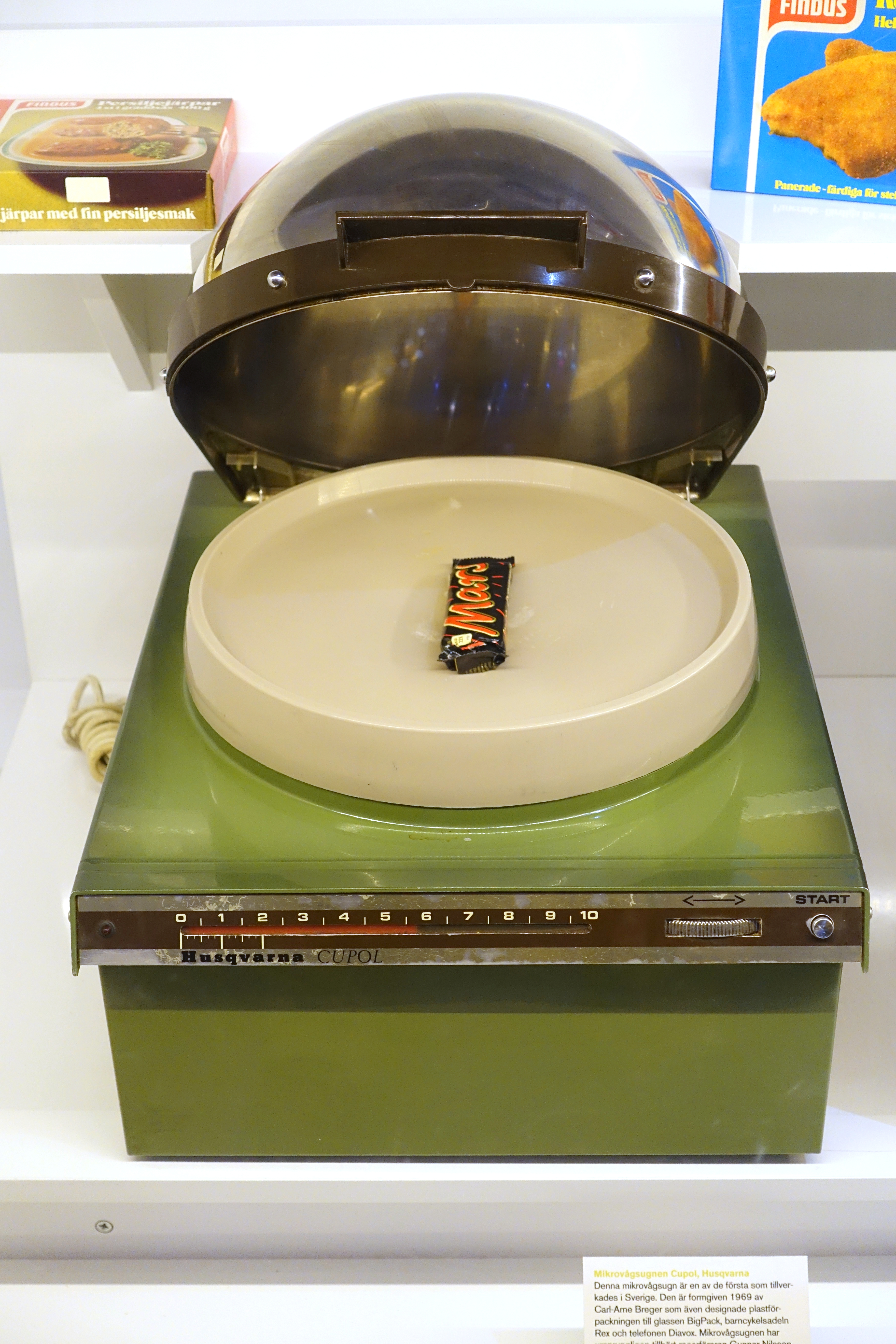
Horno diseñado en 1969

El horno de microondas nació como una aplicación secundaria de una tecnología destinada a otros fines. En 1945, durante una investigación relacionada con el radar, el doctor Percy Spencer, ingeniero de la Raytheon Corporation, estaba probando un tipo de tubo al vacío conocido con el nombre de magnetrón cuando descubrió que una barra de chocolate que tenía en su bolsillo se había derretido. Sospechando que aquello había sido causado por las ondas emitidas por el magnetrón, el doctor Spencer colocó granos de maíz cerca del tubo a modo de experimento. El maíz se coció en forma de palomitas. Después repetiría el experimento usando un huevo. Debido al rápido incremento de la temperatura, la presión interna hizo que el huevo explotara. Esto le animó a seguir experimentando con otros alimentos.
El doctor Spencer diseñó una caja metálica con una abertura por la que podía entrar la radiación del magnetrón. Las paredes metálicas confinan la radiación de microondas, por lo que la energía del campo electromagnético no se difundía, sino que se concentraba dentro de dichas paredes. Cuando se introducía alimento su temperatura aumentaba. Otros ingenieros se dedicaron a mejorar el prototipo del doctor Spencer y, a finales de 1946, la Raytheon Company solicitó una patente para emplear los microondas en la preparación de los alimentos. El primer horno en prueba, que calentaba los alimentos mediante energía de microondas, fue instalado en un restaurante de Boston.
En 1947 salió al mercado el primer horno comercial de microondas. Estas primeras unidades eran aparatosas, de 1.60 m de altura y 80 kg de peso. El magnetrón se refrigeraba con agua, de modo que era necesario instalar un circuito especial. Además, su precio era elevado: costaban alrededor de 5000 dólares cada uno, por lo que no tuvieron demasiada acogida.
Al desarrollarse un nuevo magnetrón enfriado por aire, se eliminó la necesidad de colocar tuberías de refrigeración, lo que permitió fabricar hornos más baratos y manejables. Los negocios de comida rápida fueron los primeros en reconocer su utilidad.
Cuando la industria alimentaria descubrió el potencial y la versatilidad del nuevo invento, este se aplicó a usos variados, como deshidratar verduras, tostar café o frutos secos, descongelar y cocinar las carnes, abrir ostras, pasteurizar leche, etc. Otras industrias lo emplearon para el secado de corcho, cerámica, papel, cuero, tabaco, fibras textiles, lápices, flores, libros húmedos y cerillas. También se emplearon las microondas en el proceso de curado de materiales sintéticos como nailon, hule y uretano. Sin embargo, a causa de la desconfianza hacia los nuevos "hornos electrónicos de radar", no fue hasta los años setenta cuando se empezó a usar en las cocinas domésticas. Nadie moría de "envenenamiento" por las radiaciones, ni quedaba ciego, estéril o impotente debido al uso de hornos de microondas. Cuando se desvanecieron los temores en Estados Unidos, aumentó la aceptación y se olvidaron los mitos.
En 1971 menos del 1 % de los hogares estadounidenses tenían microondas, en 1978 la cifra ascendió al 13 %, llegando al 25 % en 1986. En 1975 las ventas de hornos de microondas rebasaron el número de cocinas de gas por primera vez. Al año siguiente se informó de que el 17 % de los hogares japoneses cocinaban con microondas, en comparación con el 4 % de los hogares estadounidenses. Hoy los hornos de microondas cuentan con muchas mejoras: temporizadores, sensores de horneado y resistencias eléctricas para gratinar o acabar de dorar los platos que lo necesiten, pues esto no es posible conseguirlo solo con las microondas.

## Componentes
Un horno de microondas consiste en:
- Una fuente de alimentación de alto voltaje, comúnmente un transformador simple o un convertidor de potencia electrónico, que pasa energía al magnetrón.
- Un condensador eléctrico de alto voltaje conectado al magnetrón, al transformador y por medio de un diodo al chasis.
- Un magnetrón de cavidad, que convierte la energía eléctrica de alto voltaje en radiación de microondas.
- Un circuito de control de magnetrón (generalmente con un microcontrolador).
- Una guía de onda corta (para acoplar la potencia de microondas del magnetrón a la cámara de cocción).
- Una cámara de cocción de metal.
- Un plato giratorio
- Un panel de control.

## Interferencias

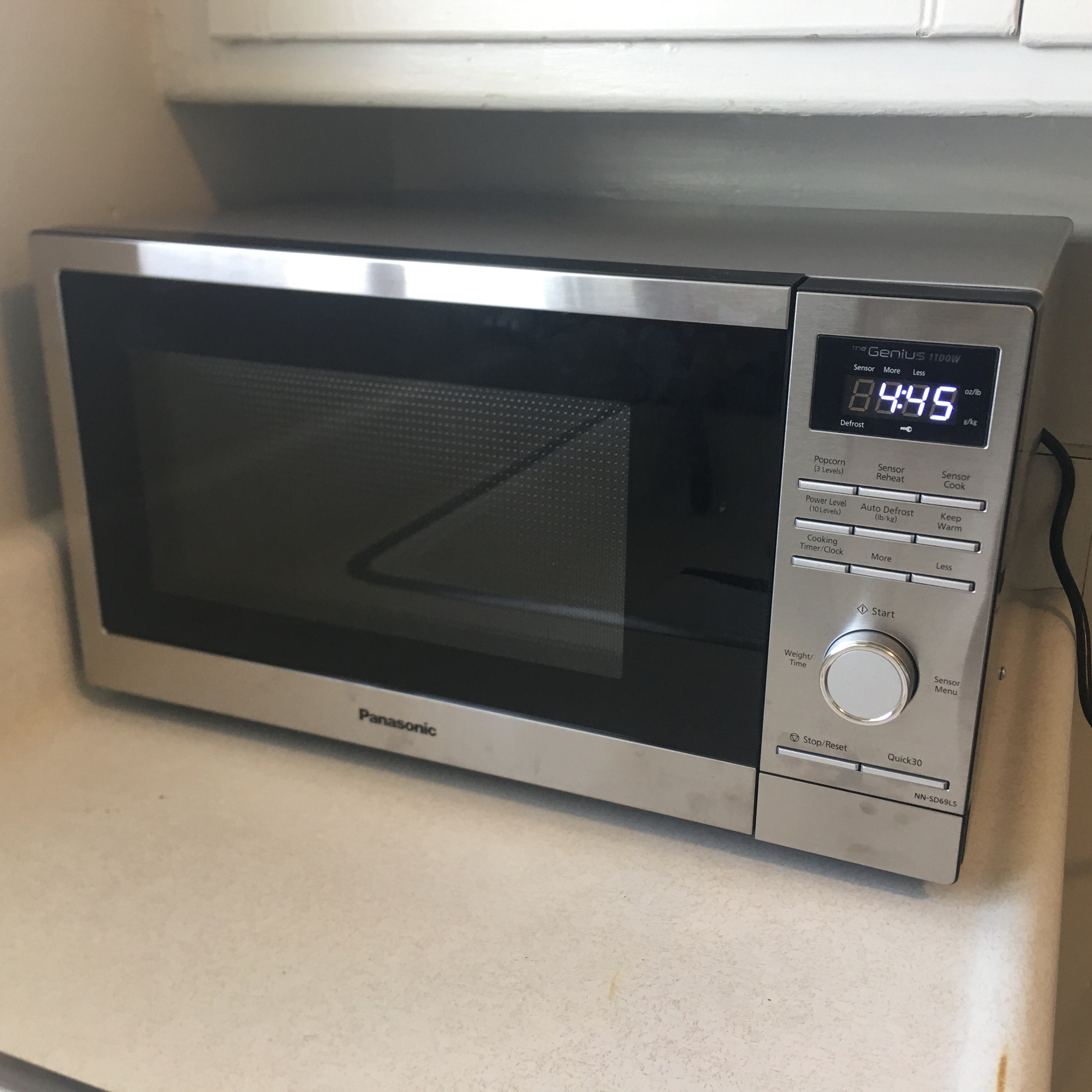
un microondas de 2022.

Los hornos de microondas, aunque protegidos por razones de seguridad, aún emiten bajos niveles de radiación de microondas. Esto no es perjudicial para los seres humanos, pero a veces puede causar interferencias en la señal Wi-Fi o Bluetooth y en dispositivos que se comunican en las bandas de onda de 2.45 GHz; particularmente a corta distancia.

## Funcionamiento del horno de microondas doméstico

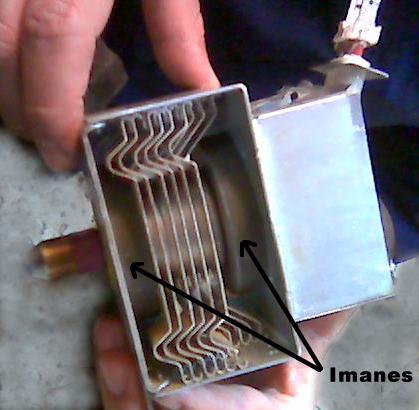
Magnetrón de microondas

Un horno de microondas es un electrodoméstico destinado a cocinar o calentar alimentos que actúa calentando el agua que contienen o los líquidos que se introducen en él. Funciona mediante la generación de ondas de radio de alta frecuencia. El agua, las grasas y otras sustancias presentes en los alimentos absorben la energía producida por los microondas en un proceso llamado calentamiento dieléctrico (conocido también como calentamiento electrónico, calentamiento por RF, calefacción de alta frecuencia o diatermia). Hay moléculas, como las del agua, cuya estructura forma dipolos eléctricos, lo que significa que tienen una carga positiva parcial en un extremo y una carga negativa parcial en el otro, y por tanto oscilan en su intento de alinearse con el campo electromagnético alterno de los microondas. Al rotar, se producen rozamientos y choques, que son los que elevan la temperatura. Los hornos de microondas funcionan de la siguiente manera: un aparato llamado magnetrón convierte la energía eléctrica en energía de microondas, que en esta forma alcanza el alimento. Las ondas electromagnéticas agitan las moléculas bipolares presentes en los alimentos, especialmente las del agua, y estas son las que elevan la temperatura. Esta agitación es un mecanismo físico, simple movimiento de las moléculas al ritmo de la frecuencia, y no provoca ningún tipo de alteración en la composición química (excepto los que son producidos por el aumento de la temperatura).
El calentamiento por microondas es más eficiente en el agua líquida que en el agua congelada, ya que en el estado sólido del agua el movimiento de las moléculas está más limitado. El calentamiento también es menos eficiente en grasas y azúcares porque tienen un momento dipolar molecular menor que el agua líquida.
A veces se explica el calentamiento por microondas como una resonancia de las moléculas de agua, pero esto es incorrecto, ya que esa resonancia solo se produce en el vapor de agua y a frecuencias mucho más altas (a unos 20 GHz). Por otra parte, los grandes hornos de microondas industriales que operan generalmente en la frecuencia de 915 MHz (longitud de onda de 32,8 centímetros) también calientan el agua y los alimentos de forma efectiva.
Los azúcares y triglicéridos (grasas y aceites) absorben las microondas debido a los momentos dipolares de sus grupos hidroxilo o éster. Sin embargo, debido a la capacidad calorífica específica más baja de las grasas y aceites y a su temperatura más alta de vaporización, a menudo alcanzan temperaturas mucho más altas dentro de hornos de microondas. Esto puede causar en el aceite o alimentos muy grasos, como el tocino, temperaturas muy por encima del punto de ebullición del agua, llegando a tostar de forma parecida al asado en la parrilla convencional o en las freidoras. Los alimentos con alto contenido en agua y bajo en lípidos rara vez superan la temperatura de ebullición del agua (100 °C).
El calentamiento por microondas puede provocar un exceso de calentamiento en algunos materiales con baja conductividad térmica, que también tienen constantes dieléctricas que aumentan con la temperatura. Un ejemplo de ello es el vidrio, que puede mostrar embalamiento térmico en un horno de microondas hasta el punto de fusión. Además, las microondas pueden derretir algunos tipos de rocas, produciendo pequeñas cantidades de lava sintética. Algunas cerámicas también se pueden fundir, e incluso pueden llegar a aclarar su color al enfriarse. El embalamiento térmico es más típico de líquidos eléctricamente conductores, tales como el agua salada.
Un error común es creer que los hornos microondas cocinan los alimentos de dentro afuera, es decir, desde el centro hacia el exterior del alimento. Esta idea surge al observar la cocción de alimentos con una capa exterior más seca y un interior más húmedo; culinariamente expresado como crujiente por fuera y suave por dentro. En la mayoría de los casos, en alimentos uniformemente estructurados o razonablemente homogéneos en su composición física, las microondas son absorbidas de fuera adentro de forma similar a otros métodos de cocción por calor. Dependiendo del contenido de agua, la profundidad de la deposición de calor inicial puede ser de varios centímetros o más con los hornos de microondas, en contraste con el asado (infrarrojos) o el calentamiento convectivo (métodos que depositan el calor en una fina capa de la superficie de los alimentos). La profundidad de penetración de las microondas depende de la composición de los alimentos y de la frecuencia, siendo las frecuencias de microondas más bajas (longitudes de onda más largas) las más penetrantes. Las microondas penetran únicamente de 2 a 4 cm en el interior de los alimentos, por lo que el centro de una porción grande no se cocinará con la energía de estas ondas, sino por el calor que se produce en el horno y por el que se transfieren las partes superficiales que sí son alcanzadas por las ondas.

## Precauciones

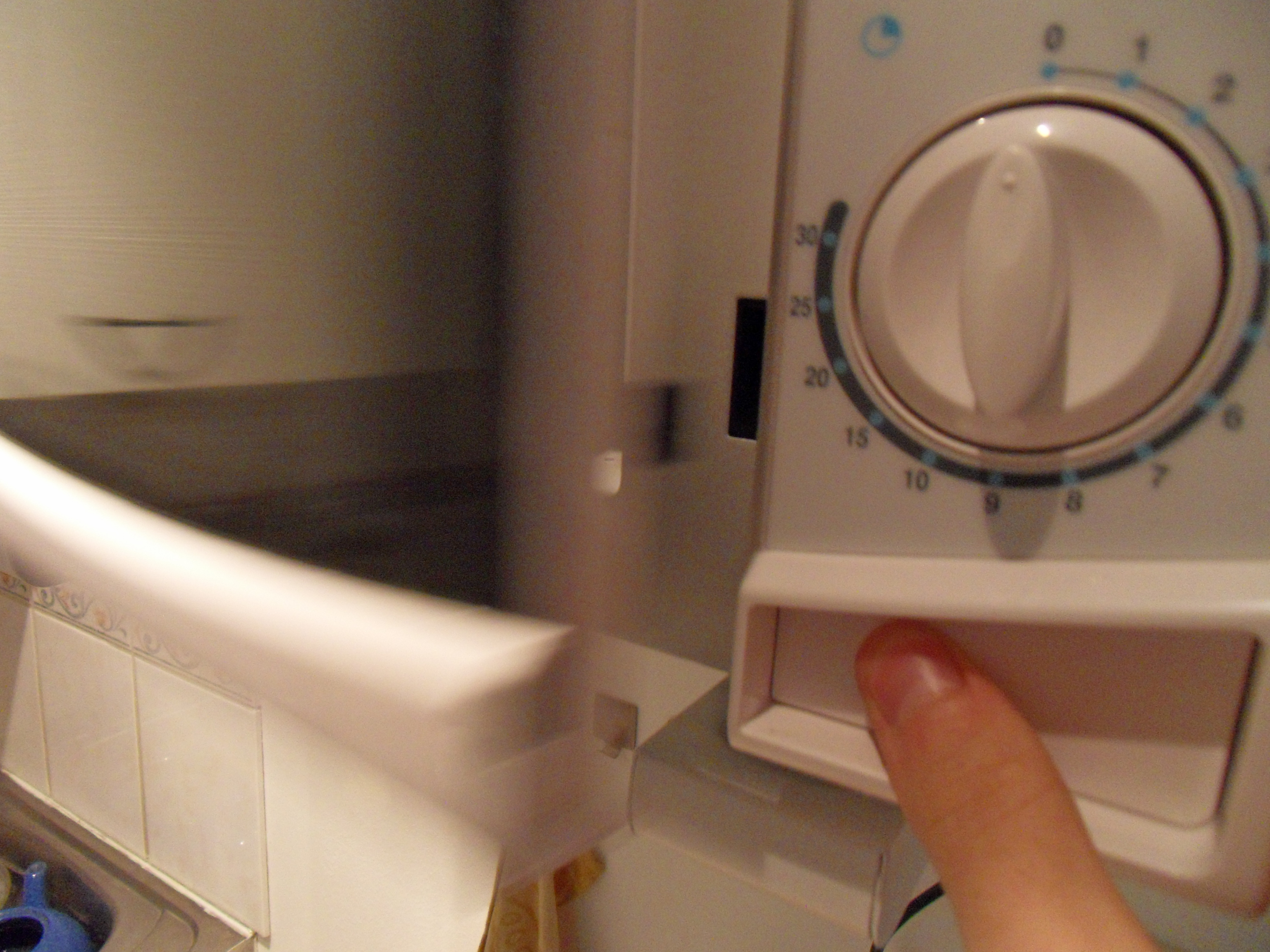
La puerta del microondas posee mecanismos para su cierre hermético y seguro, que deben funcionar correctamente.

La mayoría de gobiernos, industrias y la propia OMS defienden su uso como un electrodoméstico seguro para la salud teniendo en cuenta que la radiación electromagnética emitida por un horno microondas (de frecuencia típica de 2450 MHz) y el campo magnético asociado a su magnetrón no son ionizantes, es decir, no son capaces de ionizar átomos arrancando electrones a los mismos. Por acción de este campo magnético las moléculas de agua se mueven y chocan en el interior de los alimentos y los calientan, pero esta acción es inocua.
Los alimentos cocinados en microondas se consideran seguros y no pierden su valor nutricional en la cocción. El microondas únicamente reduce el tiempo de cocción, pero no altera los nutrientes.
Según la OMS, si se siguen correctamente las instrucciones del fabricante, el horno de microondas es seguro y conveniente para cocinar una gran variedad de alimentos. Los riesgos derivados de la mala utilización del microondas pueden ser evitados mediante el estricto mantenimiento de las siguientes medidas de seguridad:
- Leer y seguir las instrucciones del fabricante antes de usar el horno.[5]
- Controlar los tiempos de cocción para evitar quemaduras al retirar recipientes muy calientes.[8]
- Comprobar que la puerta del microondas cierra adecuadamente y que las juntas no estén dañadas. Normalmente, las microondas están contenidas dentro del horno y no se generan sin que la puerta esté cerrada y el horno encendido. Las paredes del microondas tienen mallas de seguridad para evitar que las microondas las atraviesen.[8] Sin embargo, un horno dañado podría tener fugas, aunque la radiación tendría que ser prolongada y a un nivel muy alto para perjudicar al cuerpo humano.[6] Para evitar riesgos, hay que mantener el horno microondas limpio y en buenas condiciones y no utilizarlo si hay un daño visible.
- Al intentar realizar una reparación deben respetarse las medidas de seguridad, ya que existe riesgo grave de electrocución, incluso habiendo desconectado el aparato de la red eléctrica, por la presencia de un condensador de gran capacidad.
- Utilizar solamente contenedores y platos específicos para microondas. Los fabricantes generalmente no recomiendan introducir envases plásticos no aptos, que podrían derretirse, ni envases metálicos que podrían generar chispas y daños eléctricos.[5] Se recomienda utilizar recipientes plásticos fabricados y homologados para cocción en microondas, así como envases de silicona o pírex, más resistentes que el vidrio.
- Se puede cerrar parcialmente los recipientes para concentrar el vapor y obtener una cocción más pareja, pero no es aconsejable cerrarlos herméticamente porque podrían estallar.[8]
- Se recomienda reposar los alimentos por varios minutos después de la cocción a fin de que el calor se distribuya de manera uniforme. Algunas piezas gruesas pueden tardar más en cocinarse o recibir una cocción desigual, por lo que microorganismos potencialmente peligrosos pueden no ser eliminados completamente.[6]
- Hay que tomar precauciones al calentar agua u otros líquidos en el microondas. El agua sobrecalentada podría no entrar en ebullición a pesar de superar los 100 °C[9] debido a la ausencia de las pequeñas burbujas de aire necesarias para iniciar el proceso, haciéndolo inesperadamente y de forma explosiva al perturbar el líquido con una simple sacudida que desprenda las burbujas adheridas al recipiente, o introduciendo las mismas con una cucharilla o un terrón de azúcar, salpicando líquido y gas a alta temperatura.[8]
- También hay que tener precaución con ciertos alimentos que tienen un comportamiento peculiar en la cocción al microondas. Alimentos con superficies no porosas, como los perritos calientes, o compuestos por partes con diferentes tiempos de cocción, como los huevos con cáscara o los frutos secos con cáscara, podrían estallar por la presión del vapor.

Símbolo que llevan los recipientes y utensilios que se pueden introducir en un horno microondas.

## Uso en la limpieza de bayetas de cocina
Se han realizado estudios para investigar el uso del horno microondas para limpiar bayetas domésticas no metálicas que se han humedecido completamente. Un estudio de 2006 descubrió que al calentar bayetas húmedas en el microondas durante 2 minutos (a una potencia de 1000 vatios) se eliminaba el 99 % de los coliformes, E. coli y fagos MS2. Las esporas de Bacillus cereus se eliminaron a los 4 minutos de cocción en el microondas.
Un estudio de 2017 fue menos afirmativo: aproximadamente el 60 % de los gérmenes se eliminaron, pero los restantes recolonizaron rápidamente la bayeta.